# Novorossijsk (letadlová loď)
Novorossijsk byla sovětská letadlová loď Projektu 1143 známého i jako třída Kiev. Byla to třetí postavená jednotka této čtyřkusové třídy. Postavena byla v letech 1970–1975. Sovětské a ruské námořnictvo loď provozovalo v letech 1982–1993. Po vyřazení byla sešrotována.